# Movimento dos Pioneiros

Logotipo do Movimento dos Pioneiros (imagem de Vladimir Lenin ao centro).

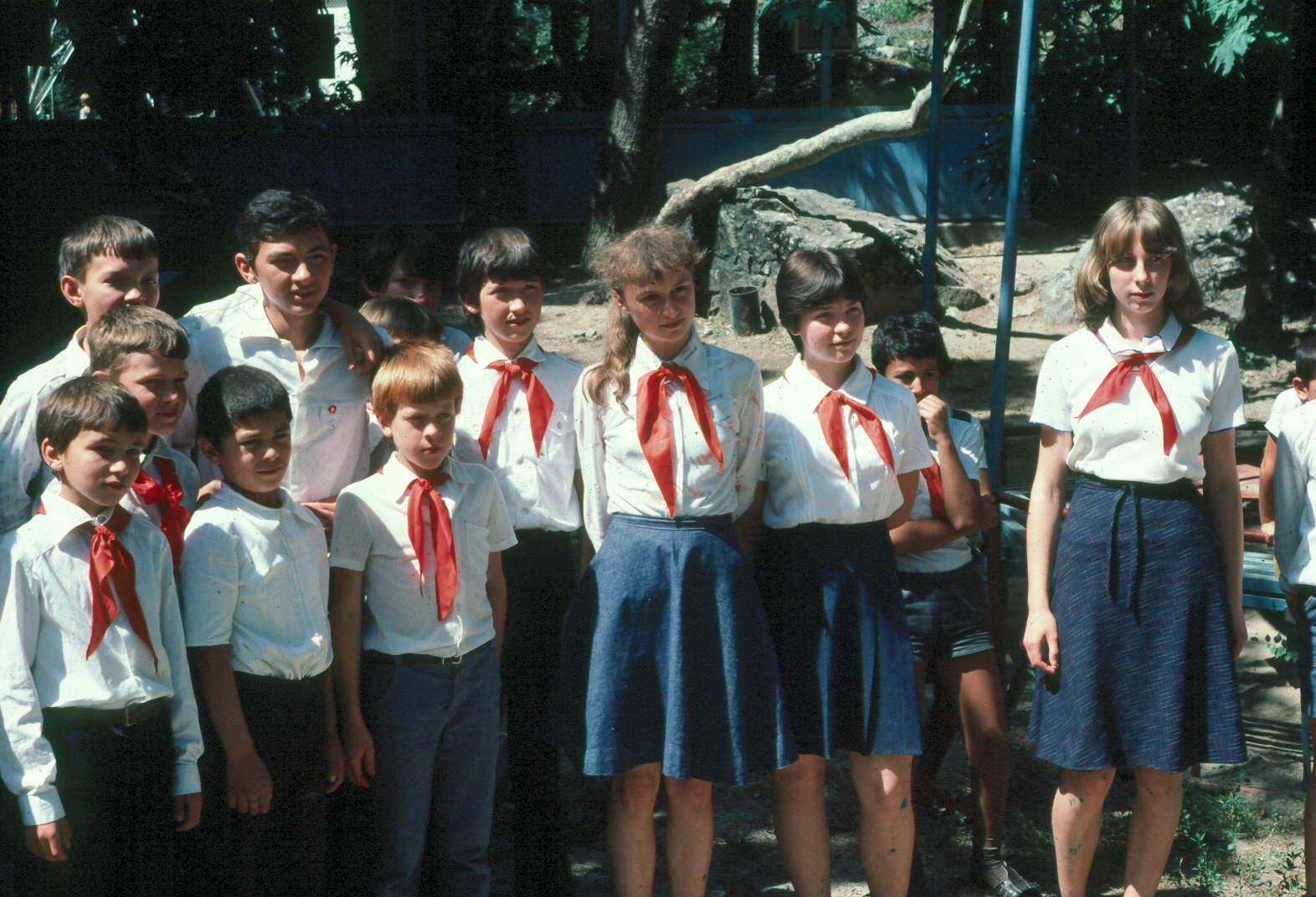
Pioneiros do Tajiquistão em 1983.

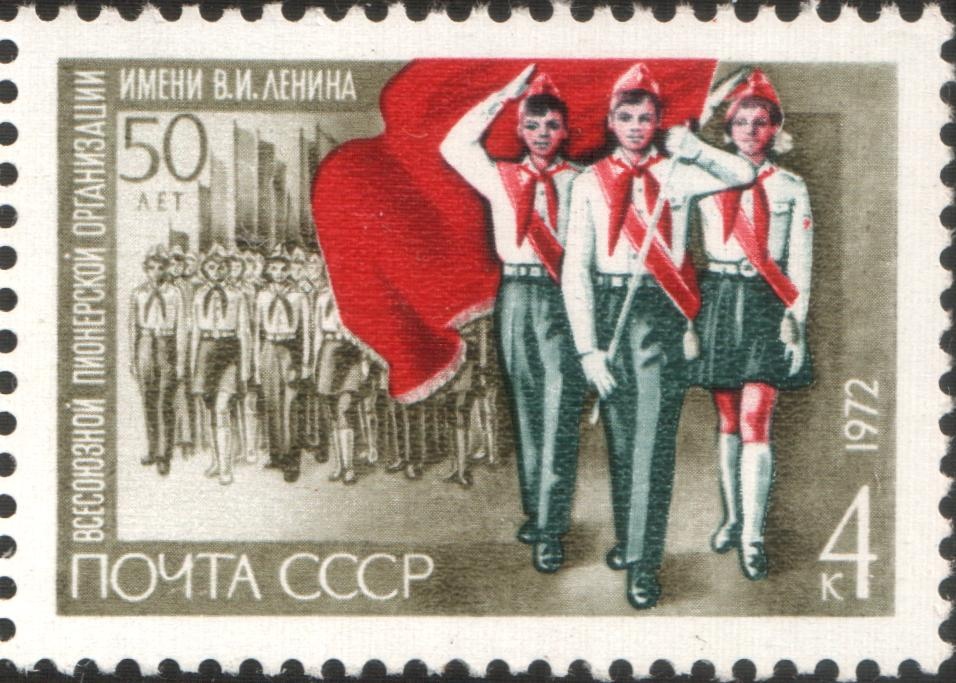
Selo comemorativo da União Soviética

O Movimento de Pioneiros agrupa organizações juvenis relacionadas com os partidos comunistas pelo geral em estados socialistas. As crianças ingressam nestas organizações no início da escola primária e continuam nelas até a adolescência, momento em que que podem se filiar à juventude do Partido propriamente dita, como o Komsomol soviético. O principal distintivo dos pioneiros, cuja filiação é voluntária mas intensamente promovida, é um lenço — quase sempre vermelho — amarrado no pescoço.
Muitas características do Movimento dos Pioneiros são semelhantes às do Escotismo, como a promoção do esporte e atividades ao ar livre, embora difiram principalmente no ensino doutrinário, que no caso dos Pioneiros transmitia princípios do comunismo. Para o anticomunismo, isto constitui uma forma de doutrinamento, embora se alegue que isto não difere muito do patriotismo promulgado pelos escoteiros. Entre os Pioneiros, cada organização recebe o nome de alguém considerado um exemplo a ser seguido, como Lenin na União Soviética, José Martí em Cuba e Ernst Thälmann na República Democrática Alemã.
Organizações deste tipo existiram na União Soviética e no Leste Europeu e continuam existindo na República Popular da China, Cuba, República Popular Democrática da Coreia e Vietnã, entre outros. Até a desintegração da URSS e da assim chamada "Cortina de Ferro", no início dos anos 1990, havia um grande nível de cooperação entre movimentos de pioneiros de mais de 30 países, os quais eram coordenados pelo Comitê Internacional de Movimentos de Crianças e Adolescentes (CIMEA, do francês Comité International des Mouvements d'Enfants et d'Adolescents), fundado em 1958 e com sede na capital húngara, Budapeste. O Partido Comunista da Rússia e outros continuam tendo organizações de pioneiros, ainda que com muito menos participantes que antes.

## Pioneiros em Cuba
Em Cuba, os pioneiros têm como insígnia um lencinho azul ou vermelho, para o ensino primário e um distintivo para o secundário. Eles estão agrupados na Organização de Pioneiros José Martí, sendo que a participação é de caráter voluntário. Os pioneiros cubanos celebram seu congresso cada 5 anos, nos quais debatem temas relativos à qualidade da educação, o sistema de estudo, seu organização e outros aspectos da vida da nação. Durante seu primeiro congresso (1991) trocaram os distintivos de sua organização, eliminando o uso da boina vermelha, e estabelecendo o distintivo para a educação secundária.

## Pioneiros na Iugoslávia
Na Iugoslávia, os pioneiros, ou pioniri, portavam lenços vermelhos e gorros de marinheiro chamados titovka. Os gorros, de cor azul ou branca, tinham na frente uma estrela vermelha. Quase sempre usava-se uma camiseta branca junto ao lenço e ao gorro, dependendo da região. Os meninos usavam calças ou bermudas azul-marinho e as mulheres, saiotes da mesma cor, com meias brancas e sapatos pretos. Em ocasiões especiais, como em uma visita do Marechal Tito, os pioneiros deviam vestir trajes tradicionais de sua região de origem.
Em geral, no dia 29 de novembro de cada ano, as crianças em início de idade escolar (7 ou 8 anos) que se juntassem ao movimento prestavam o juramento dos pioneiros (pionirska zakletva), a partir do qual se tornavam um membro. O texto, que variava ligeiramente de uma escola para outra, era este (em servo-croata e em português):
Danas, kada postajem pionir,
dajem časnu pionirsku reč -
Da ću marljivo učiti i raditi,
poštovati roditelje i starije,
i biti veran i iskren drug,
koji drži datu reč.
Da ću voleti našu domovinu, samoupravnu SFRJ,
da ću razvijati bratstvo i jedinstvo
i ideje za koje se borio drug Tito.
Da ću ceniti sve ljude sveta koji žele slobodu i mir!
Tradução:
Hoje, quando me torno um pioneiro,
dou minha palavra de honra de pioneiro -
De que vou estudar e trabalhar incansavelmente,
respeitar a família e os mais velhos,
e ser um amigo (camarada) leal e honesto
que mantém a palavra dada.
De que vou amar nossa pátria, a autônoma RSFI,
de que preservarei a irmandade e a unidade
e os princípios pelos quais o amigo Tito lutou.
E de que darei valor a todos os povos do mundo que respeitem a liberdade e a paz!
No antigo território iugoslavo, hoje Eslovênia, Croácia, Bósnia e Herzegovina, Sérvia, Montenegro e Macedônia, a nostalgia dos pioneiros é comum tanto entre jovens quanto idosos. Muitos associam a prosperidade e a paz dos velhos tempos com seus dias de pioneiros, pelo que não é raro encontrar pessoas referindo-se a si mesmas como "pioneiros de Tito" (Titov pionir). Estes tipos de auto-identificação ocorrem sobretudo em comunidades online frequentadas por iugoslavos. A última geração dos pioneiros a prestar o juramento nasceu por volta de 1983.